# 2015
سنة 2015 م (بالأرقام الرومانية:MMXV) هي سنة بسيطة تبدأ يوم الخميس (الرابط يظهر نموذج الجدول الزمني الكامل للسنة) من التقويم الغريغوري. وهي السنة 2015 بعد الميلاد والسنة 15 في الألفية الثالثة والقرن الواحد والعشرين والسنة ال6 في عقد 2010.

## احتفالات
2015 هي سنة عالمية:
- السنة الدولية للضوء والتقنيات المستخدمة للضوء
- السنة الدولية للتربة

## أحداث
- 26 يناير: نهاية حصار كوباني والذي بدأ في 13 سبتمبر 2014.
- 28 مارس: بدء حصار الفوعة وكفريا والذي استمر إلى 19 يوليو 2018.
- حصار قاعدة أبو الظهور الجوية في الفترة ما بين 28 أغسطس و9 سبتمبر.
- 3 ديسمبر: بدء حصار صور والذي استمر إلى 10 مارس 2016.
- 25 أبريل : زلزال يضرب نيبال ويخلف 61 جريحا و24 قتيلا.

### يناير
- 1 يناير: بدء العمل بالاتحاد الاقتصادي الأوراسي.
- 1 يناير: ليتوانيا تبدأ استعمال اليورو مكان الليتاس وتصبح الدولة التاسعة عشر العضو في منطقة اليورو.
- 3 يناير: مقتل أكثر من 3000 شخص في مجزرة باجا في نيجيريا من قبل تنظيم بوكو حرام.[1]
- 7 يناير: هجوم مسلح على صحيفة شارلي إبدو في العاصمة الفرنسية باريس، يسفر عن مقتل 12 شخصًا وإصابة 10 أشخاص.
- 9 يناير-26 يناير: تنظيم كأس الأمم الآسيوية لكرة القدم في أستراليا.
- 11 يناير: انتخاب كوليندا غرابار كيتاروفيتش رئيسة لكرواتيا وبذلك تصبح أول امرأة تصبح رئيسة لجمهورية كرواتيا.
- 14 يناير: استقالة رئيس الجمهورية الإيطالي جورجو نابوليتانو من منصبه.
- 22 يناير: الحوثيون يتمكنون من السيطرة على القصر الرئاسي اليمني، وعودة الرئيس السابق علي عبد الله صالح إلى اليمن، والرئيس عبد ربه منصور هادي يعلن الحرب ضد الحوثيين.
- 23 يناير: وفاة خادم الحرمين الشريفين الملك عبد الله بن عبد العزيز آل سعود ملك المملكة العربية السعودية ومبايعة سلمان بن عبد العزيز ملكاً للبلاد.
- 26 يناير: نهائي كأس الأمم الآسيوية لكرة القدم في أستراليا بفوز أستراليا على كوريا الجنوبية وفوزها باللقب لأول مرة في مشاركاتها في البطولة

### فبراير
- المسبار الفضائي داون يصل إلى الكوكب القزم سيريس.
- 16 فبراير: مصر تعلن الحرب ضد تنظيم الدولة الإسلامية في ليبيا، بعد أن صورت فيديو تظهر ذبحها ل20 قبطي مصري في ليبيا.[2]
- 22 فبراير: حفل توزيع جوائز الأوسكار.

### مارس
- 5 مارس: تنظيم الدولة الإسلامية يبدأ بسلسلة تدميره للمواقع الأثرية في العراق وسوريا ومنها مواقع الشرقاط وتدمر والحضر ومواقع أثرية أخرى.[3]
- 8 مارس: كاشف الدخان يصبح إلزاميا داخل كل مركز إقامة في فرنسا.
- 12 مارس: تنظيم بوكو حرام في نيجيريا يعلن مبايعته رسيمًا لتنظيم الدولة الإسلامية.[4]
- 20 مارس: حدثين فلكيين:
  - كسوف شمسي.
  - الإعتدال الربيعي.

صدفة التقاء وتطابق هذين الحدثين الفلكيين في يوم واحد، سيشهدهما القرن الواحد والعشرين مرتين فقط (الثانية سنة 2034). آخر مرة شهد العالم هذا التطابق كان في 20 مارس 1662. المقبلة التي تلي انطباق 2034، ستكون في 20 مارس 2406.
- 24 مارس: تحطم طائرة جيرمان وينجز 9525 في جبال الألب في فرنسا يسفر عن مصرع 150 شخص كانوا على متن الطائرة.[5]
- 26 مارس: تحالف عربي بقيادة المملكة العربية السعودية يبدأ عملية عاصفة الحزم ضد الحوثيين في اليمن بعد سيطرتهم على أجزاء كبيرة من اليمن وبضوء أخضر من الرئيس اليمني عبد ربه منصور هادي.

### أبريل
- 2 أبريل: حركة الشباب الصومالية الإسلامية تهاجم جامعة گاريسا في كينيا، متسببة بمقتل ما لا يقل عن 147 طالبًا مسيحيًّا.
- 10 أبريل: مقتل 34 شخص جلهم أطفال في حادث مروري بمدينة طانطان المغربية. الحادث وقع في الساعة السابعة صباحا عندما إصطدمت شاحنة مهربة بالوقود بحافلة ركاب قادمة من مدينة بوزنيقة مما أدى إلى احتراق الضحايا.
- 25 أبريل: زلزال نيبال 2015 بدرجة 7.8 ريختر يودي بمصرع 8,857 في نيبال و130 في الهند و27 في الصين و4 في بنغلاديش، ليكون العدد الكلي 9,018.[6]
- 29 أبريل: منظمة الصحة العالمية تعلن إستئصال وباء الحصبة الألمانية في القارتين الأمريكيتين.[7]

### مايو
- 1 مايو: افتتاح إكسبو 2015 في مدينة ميلانو في إيطاليا.
- 12 مايو: زلزال ثاني يضرب النيبال ويودي بمصرع 218 شخص منهم 153 شخص في النيبال.[8]
- 19 و20 و21 مايو: نصف نهائي ونهائي مسابقة يوروفيجن للأغاني 2015 في فيينا (النمسا).
- 23 مايو: انتهاء الأشغال في ملعب بوردو الكبير (فرنسا).

### يونيو
- 2 يونيو كشف ملفات فساد لرئيس الاتحاد الدولي لكرة القدم (فيفا) السابق جوزيف بلاتر يودي باستقالته من منصبه في النهاية.
- بين 11 و4: كوبا أمريكا 2015 في تشيلي.
- 5 يونيو : نادي الهلال السعودي يتوج بطلا لكأس خادم الحرمين الشريفين بعد غياب دام 26 عام.
- 6 يونيو نادي برشلونة يتوج للمرة الخامسة بلقب دوري ابطال أوروبا بعد فوزه على نادي يوفنتس الإيطالي 3-1 في برلين في ألمانيا.
- 25 يونيو: تنظيم الدولة الإسلامية يقتل أكثر من 220 مدني في مجزرة كوباني.
- 25 يونيو: تنظيم الدولة الإسلامية يهاجم مرسى في مدينة سوسة في تونس ويقتل أكثر من 40 شخص.
- 25 يونيو: تفجير مسجد الإمام الصادق 2015 الشيعي من قبل تنظيم الدولة الإسلامية (داعش) في الكويت، يودي بمصرع 27 شخص وإصابة 277 شخص آخر.
- 29 يونيو: اغتيال النائب العام المصرى هشام بركات بتفجير سيارتة في موكب سياراتة
- 30 يونيو: كوبا تعلن أنها أول بلد تتخلص من العدوة المنتقلة من الأم إلى الإبن من مرض الأيدز والزهري.[9]
- 30 يونيو: تحطم طائرة هركليز سي-130 الإندونيسية في جزيرة ميدان في إندونيسيا يودي بمصرع حوالي 150 شخص.

### يوليو
- قرعة تصفيات بطولة كأس العالم لكرة القدم 2018.
- 10-26 يوليو: دورة الألعاب الأمريكية 2015 في تورونتو (كندا).
- 14 يوليو: مركبة الفضاء نيوهورايزونز التي أطلقت في يناير 2006 تحلق فوق كوكب بلوتو.
- 17 يوليو: تنظيم الدولة الإسلامية (داعش) يعلن مسؤوليته عن تفجير في أحد أسواق مدينة خان بني سعد العراقية في أول أيام عيد الفطر، مما أدَّى لمقتل ما يزيد عن 120 شخص وإصابة ما يزيد عن 116.
- 20 يوليو: كوبا والولايات المتحدة ترجعان العلاقات الدبلوماسية بينهم بعد انقطاع دام ل54 سنة.
- 21 يوليو: افتتاح بنك التنمية الجديد الذي تديره مجموعة دول بريكس.
- 24 يوليو: تركيا تبدأ بشن حملة من العمليات الجوية ضد حزب العمال الكردستاني وتنظيم الدولة الإسلامية (داعش) بعد حادثة تفجير سروج 2015.
- 31 يوليو: انتخاب المدينة المستضيفة لألعاب الأولمبية الشتوية 2022 من قبل اللجنة الأولمبية الدولية في كوالالمبور.

### أغسطس
- 5 أغسطس: العثور على بعض من حطام حادث الرحلة 370 من الخطوط الجوية الماليزية في جزيرة ريونيون والتي فقدت من مارس 2014.[10]
- 13 أغسطس - وقوع تفجير سوق علوة جميلة بالعاصمة العراقية بغداد، موقعًا 80 قتيلًا وعشرات الجرحى.
- 17 أغسطس: تفجير في مدينة بانكوك في تايلند يستهدف معبد ضريح إيراوان الهندوسي، يودي بمصرع 20 شخص وإصابة 125 شخص.[11]
- بين 22 و30 أغسطس: بطولة العالم لألعاب القوى 2015 في بكين في الصين تحديدا في ملعب بكين الوطني.

### سبتمبر
- 10 سبتمبر: مجموعة علماء يعلنون اكتشافهم لجمجمة هومو ناليدي للإنسان قديم في جنوب أفريقيا.[12]
- 11 سبتمبر: سقوط رافعة في الحرم المكي نتيجة العواصف الرعدية الشديدة التي ضربت مكة، والدفاع المدني السعودي يعلن مقتل 107 أشخاص وإصابة 238 آخرين نتيجة ذلك.
- 13 سبتمبر: كسوف شمسي يرى في جنوب القارة الأفريقية والقارة القطبية الجنوبية.
- بين 4 و20 سبتمبر: الدورة التاسعة والثلاثين من بطولة أمم أوروبا لكرة السلة 2015. الدورة الأولى ستكون في فرنسا (مونبيليه)، كرواتيا (زغرب)، لاتفيا (ريغا)، ألمانيا (برلين). الدورة النهائية (ثمن النهائي ونصف النهائي والنهائي) ستكون في فرنسا (ليل في ملعب ليل متروبول الكبير).
- بين 18 و31 أكتوبر: كأس العالم لاتحاد الرغبي 2015 في إنجلترا وويلز.
- 24 سبتمبر حادثة تدافع منى 2015 أثناء الحج في مكة في السعودية يسفر عن مصرع أكثر 700 حاج وإصابة 800 حاج آخر.
- 27 سبتمبر: المقاتلات الفرنسية تشن أولى غاراتها على تنظيم داعش في سوريا في إطار عملية الشمال التي بدأت في سبتمبر من العام الماضي.
- 30 سبتمبر - روسيا تشرع في تنفيذ ضربات جوية في سوريا بعد طلب من الرئيس بشار الأسد.

### أكتوبر
- فتح المجال الجوي الأمريكي للطائرات بدون طيار.
- 10 أكتوبر: مقتل ما لا يقل عن 100 شخص في مدينة أنقرة في تركيا بعد تفجير إنتحاري تبناه تنظيم الدولة الإسلامية (داعش) هناك.
- 26 أكتوبر: زلزال هندوكوش 2015 يودي بمصرع 398 شخص منهم 279 في باكستان و115 في أفغانستان و4 في الهند.[13]
- 29 أكتوبر: الصين تعلم تخليها عن سياسة الطفل الواحد وتعلن تبنيها لسياسة الطفلين.[14]
- 31 أكتوبر: سقوط طائرة روسية في سيناء يسفر عن مصرع 224 مسافر وتنظيم الدولة الإسلامية (داعش) يعلن مسؤوليته عن سقوط تلك الطائرة.

### نوفمبر
- 1 نوفمبر - بدء تشييد إتش إم إس الجفير، وهي قاعدة بحرية دائمة للقوات البحرية الملكية البريطانية في البحرين.
- 6 نوفمبر رئيس جمهورية الصين الشعبية شي جين بينغ ورئيس تايوان ما يينغ جيو يتقابلان في سنغافوره، لتكون أول مقابلة رئاسية بين البلدين منذ الحرب الأهلية الصينية.
- 9 نوفمبر - شرطي أردني يُطلق النّار على مُتدربين في مركز تدريب للشُرطة الأُردُنيَّة ويقتل 6 أشخاص، بينهم أمريكيان.
- 12 نوفمبر - تفجيرٌ انتحاريّ في محلَّة بُرج البراجنة في ضاحية بيروت الجنوبية التابعة أمنيًّا لِحزب الله، يُوقع حوالي 41 قتيلًا.
- 13 نوفمبر - مجموعة هجمات إرهابية في باريس من قبل تنظيم الدولة الإسلامية في العراق والشام تسفر عن مصرع حوالي 130 شخص وإصابة 200 شخص.
- 24 نوفمبر: إسقاط طائرة سوخوي 24 الروسية من قبل تركيا، ونشوب خصامات سياسية بين البلدين بسبب ذلك.

### ديسمبر
- 2 ديسمبر هجوم دامٍ في ولاية كاليفورنيا في الولايات المتحدة يسفر عن مقتل 14 شخصا وإصابة 10 آخرين.
- 12 ديسمبر: العراق يسلم مذكرة احتجاج رسمية لمجلس الأمن الدولي ضد تركيا احتجاجًا على تواجد القوات التركية في شمال العراق من دون إذن رسمي من الحكومة العراقية حسب ما ذكرت.
- 24 ديسمبر: نشوب حريق في مستشفى جازان العام في السعودية بسبب ماس كهربائي مما أدى لوفاة 25 شخص وإصابة 123 شخص
- 26 ديسمبر: مصادر إعلامية تؤكد استعادة القوات العراقية السيطرة على مدينة الرمادي غرب العراق بمساندة قوات العشائر بعد معركة دامت لحوالي 7 أشهر ضد تنظيم الدولة الإسلامية.
- 31 ديسمبر: اندلاع حريق ضخم في أحد الفنادق في مدينة دبي بسبب الاحتفالات بعيد رأس السنة الميلادية الجديدة 2016 .

## وفيات

### يناير
.

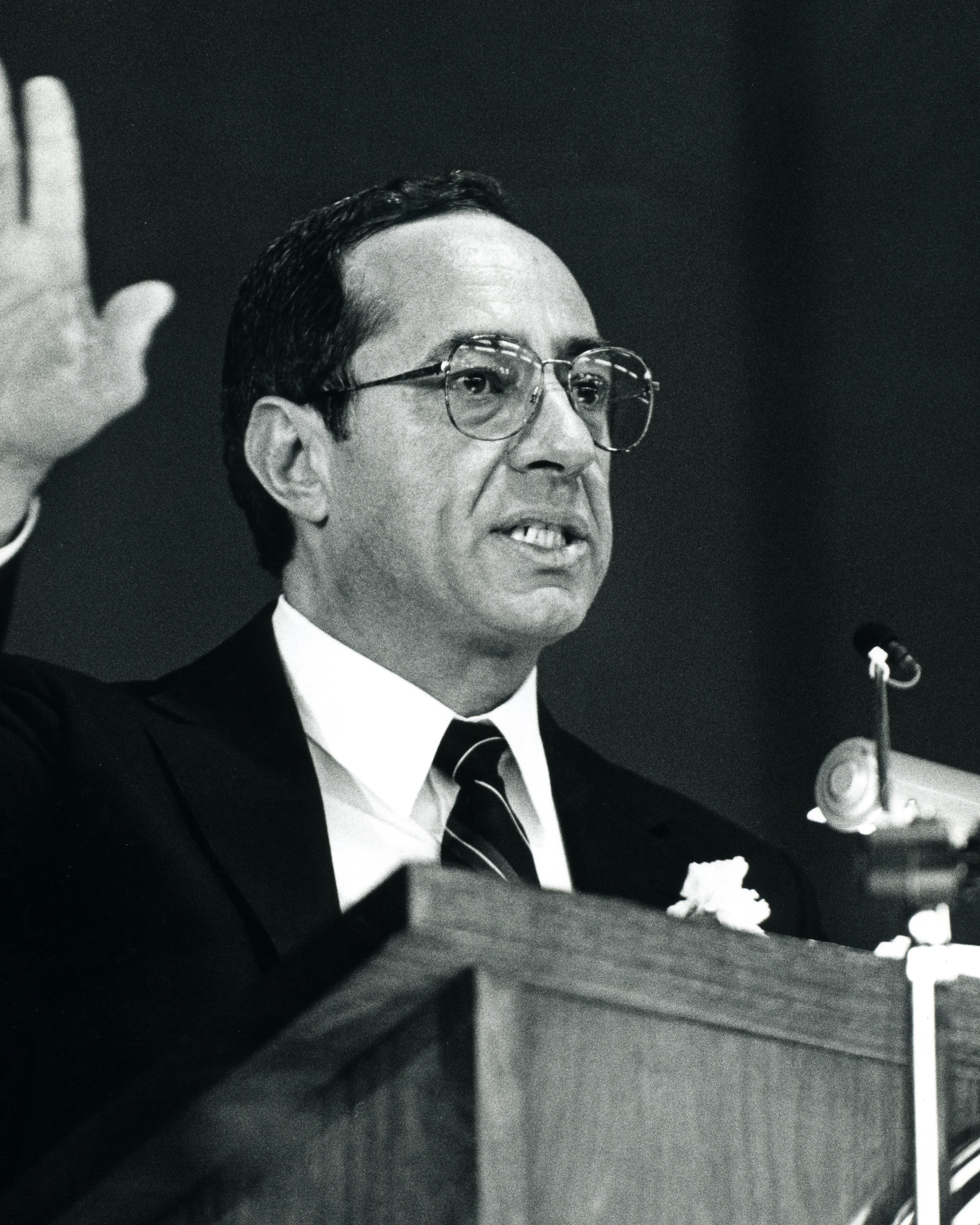
ماريو كومو

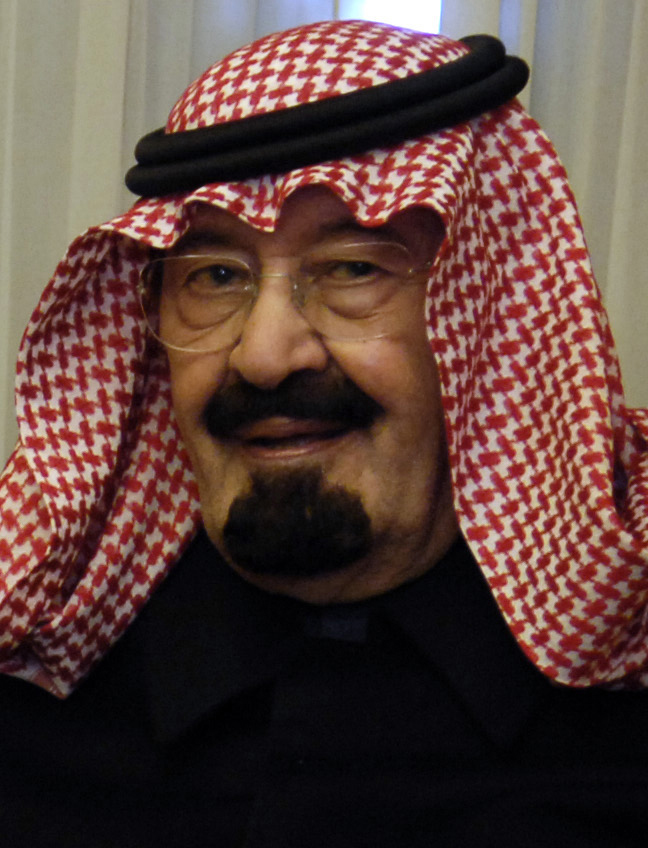
الملك عبدالله بن عبدالعزيز آل سعود ملك المملكة العربية السعودية

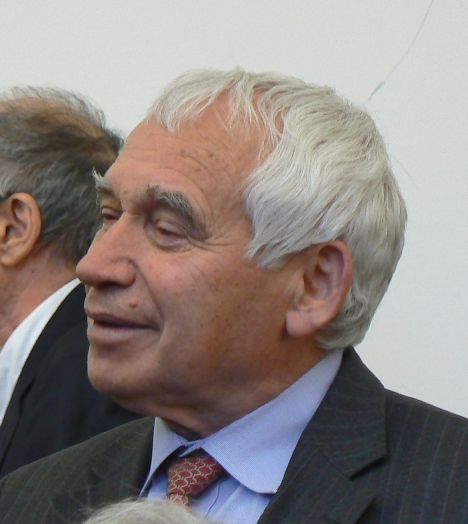
جيليو جيليف

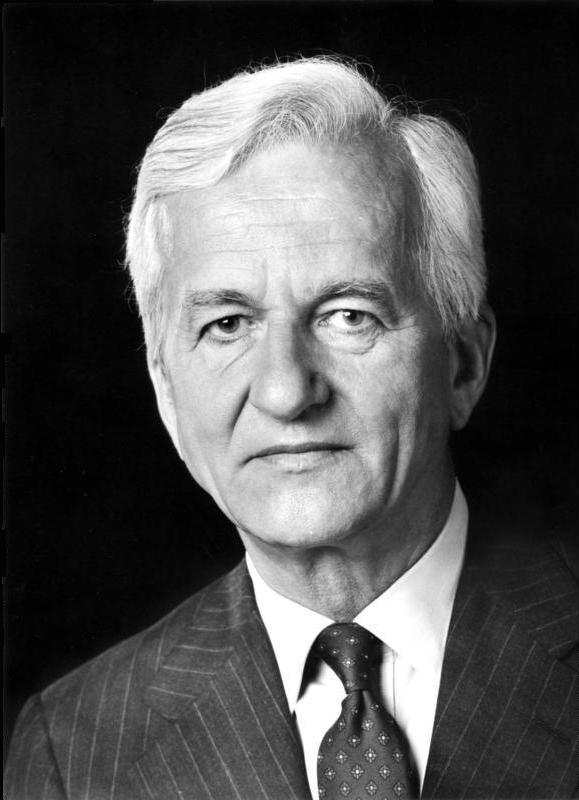
ريتشارد فون فايتسكر

طارق عزيز

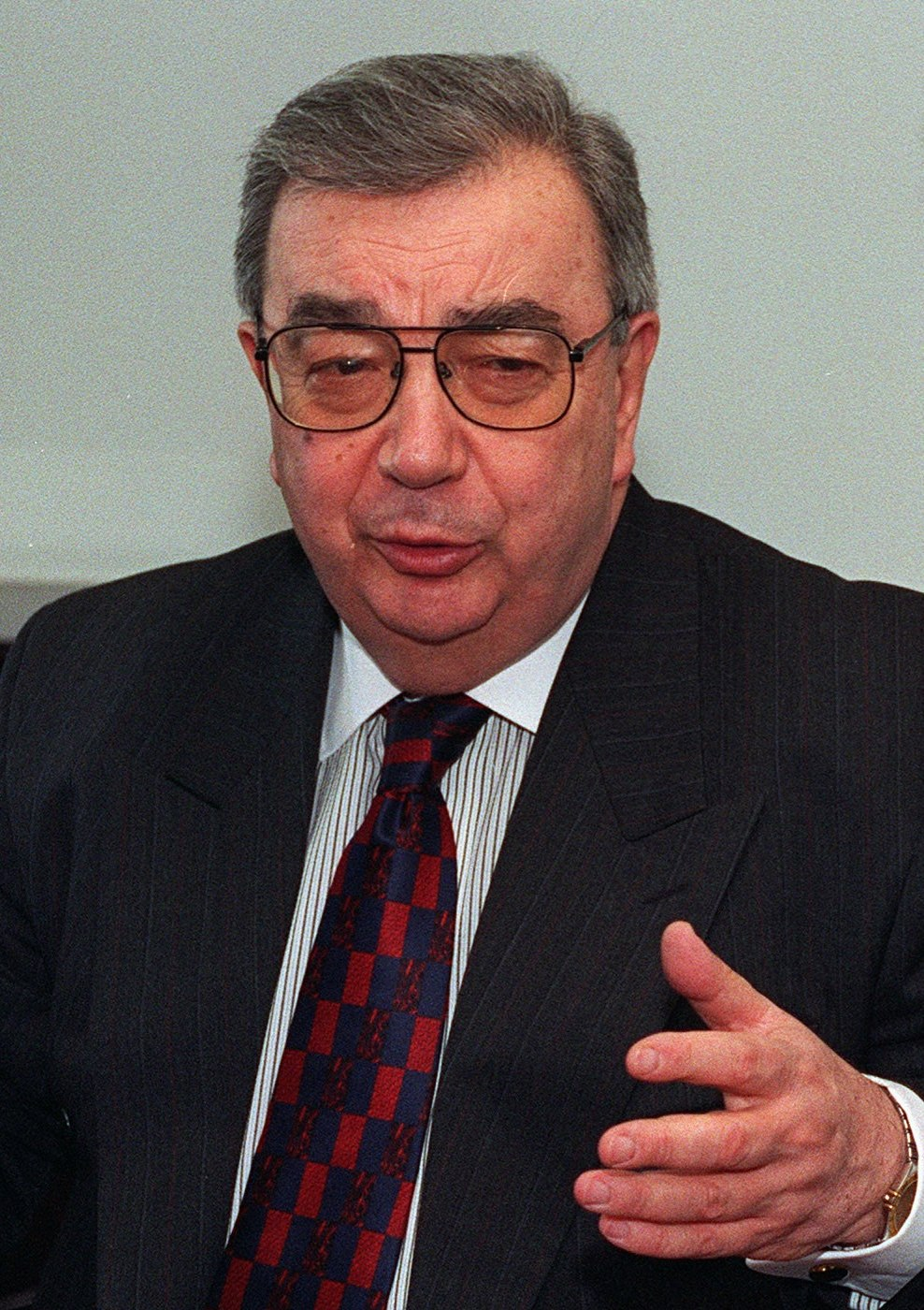
يفكيني بريماكوف

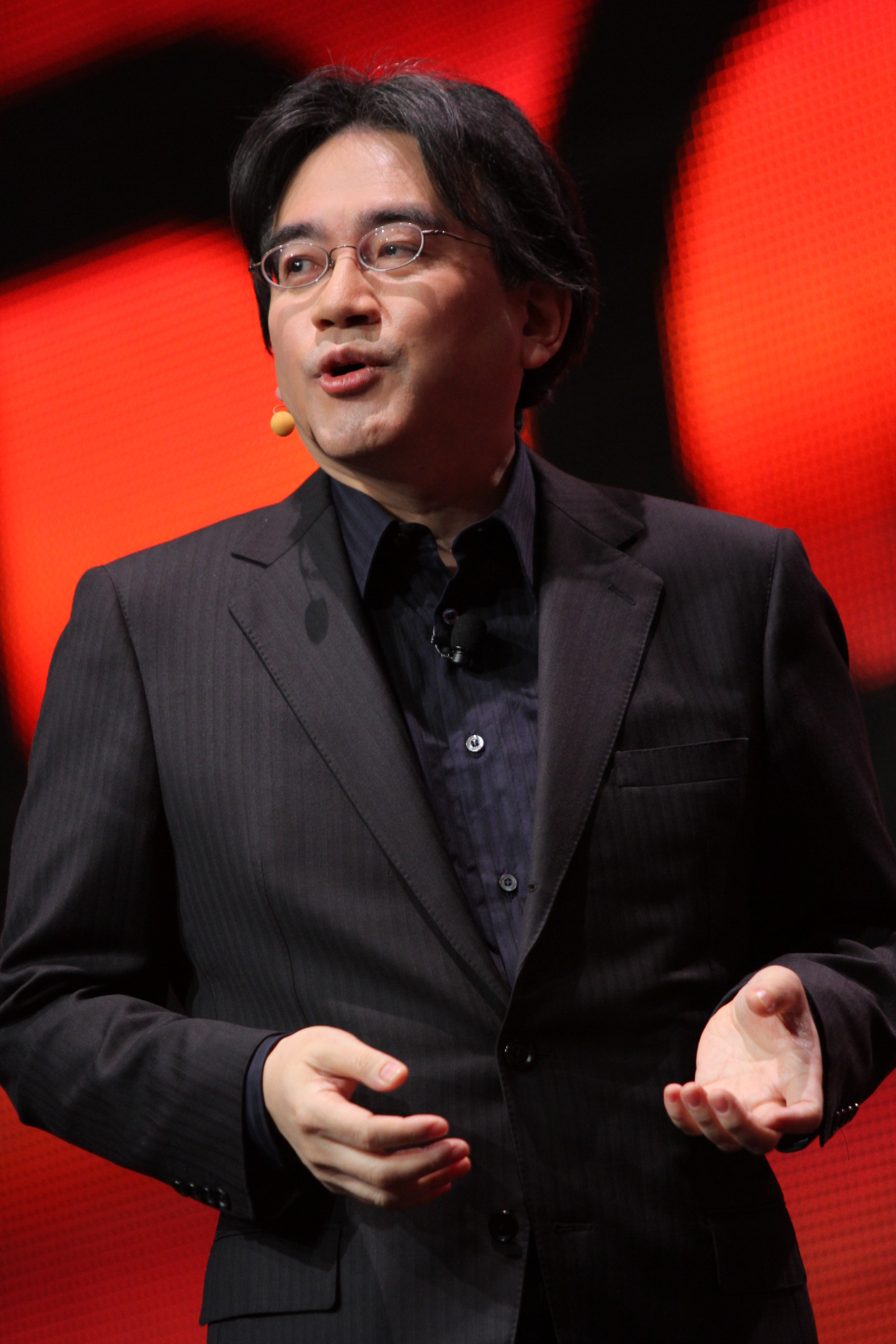
ساتورو إواتا

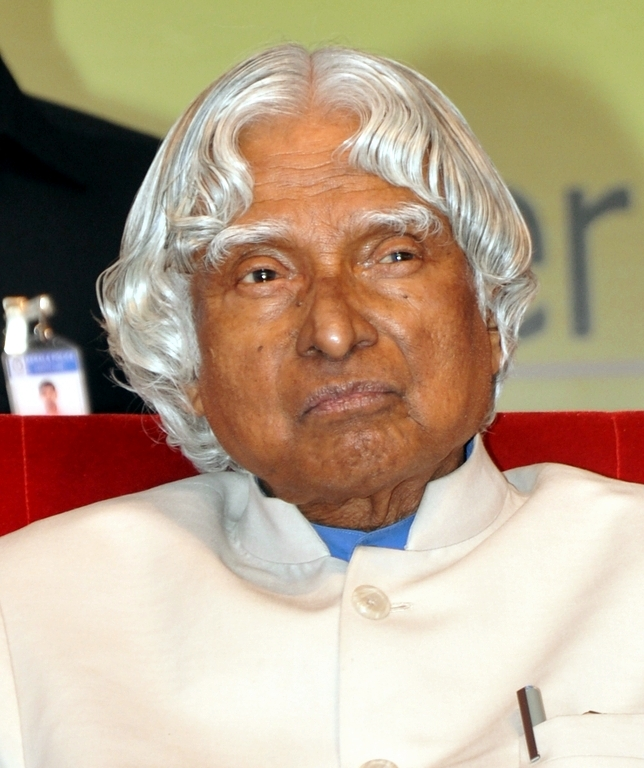
أبو بكر زين العابدين عبد الكلام

- 1 يناير:  ماريو كومو سياسي أمريكي.
- 1 يناير:  عمر كرامي رئيس وزراء لبنان السابق.
- 3 يناير:  معاذ الكساسبة طيار مقاتل أردني.
- 6 يناير:  فلاستيميل بوبنيك لاعب كرة قدم وأيس هوكي تشيكوسلوفاكي.
- 7 يناير:  جان كابو صحفي فرنسي ساخر ورسام كاريكاتير.
  -  ستيفان شاربونييه رسام كاريكاتير فرنسي.
    -  جورج فولينسكي رسام كاريكاتير وكاتب ساخر فرنسي.
- 10 يناير:  فرانشيسكو روسي مخرج سينمائي إيطالي.
- 11 يناير:  أنيتا ايكبرج ممثلة سويدية.
- 16 يناير:  يسري مصطفى ممثل مصري.
- 17 يناير:  فاتن حمامة ممثلة مصرية.
- 18 يناير:  ثريا إبراهيم ممثلة مصرية.
- 23 يناير:  عبدالله بن عبدالعزيز آل سعود ملك المملكة العربية السعودية، السادس.
- 25 يناير:  ديميس روسوس موسيقي يوناني.
- 27 يناير:  تشارلز تاونز فيزيائي أمريكي.
  -  إيف شوفان فيزيائي فرنسي.
- 29 يناير:  كولين مكلو روائية أسترالية.
- 30 يناير:  جيليو جيليف رئيس بلغاريا السابق وفيلسوف.
- 31 يناير:  ريتشارد فون فايتسكر رئيس ألمانيا السابق.
- 31 يناير:  أودو لاتيك لاعب ومدرب كرة قدم ألماني.

### فبراير
- 4 فبراير:  ساجدة الريشاوي عضوة سابقة في تنظيم القاعدة.
- 5 فبراير:  فال فيتش عالم فيزياء نووية أمريكي.
- 7 فبراير:  آسيا جبار روائية جزائرية.
- 8 فبراير:  محمد الأكحل شرفاء عالم دين جزائري.
- 14 فبراير:  ميشيل فيريرو سيدة أعمال إيطالية.
- 27 فبراير:  ليونارد نيموي ممثل ومخرج ومصور وشاعر ومغني أمريكي.
  -  بوريس نيمتسوف سياسي روسي معارض لبوتين.
    -  غسان مطر ممثل فلسطيني مقيم في مصر.
- 28 فبراير:  يشار كمال روائي وكاتب تركي حاصل على جائزة نوبل.

### مارس
- 2 مارس:  دايف مكاي لاعب ومدرب كرة قدم أسكتلندي.
- 5 مارس:  عمر حجو ممثل سوري.
- 9 مارس:  كاميي موفا سباحة فرنسية.
  -  فراي أوتو معماري ألماني.
    -  ألكسي فاستين ملاكم فرنسي.
- 12 مارس:  والتر بوركرت أكاديمي وكاتب ألماني مختص بالتاريخ الإغريقي.
  -  مايكل غرافيس معماري أمريكي.
    -  حارث الضاري أمين عام هيئة علماء المسلمين العراقية سابقًا.
- 14 مارس:  فالنتين راسبوتين كاتب وروائي روسي.
  -  محمد وفيق ممثل مصري.
- 23 مارس:  لي كوان يو أول رئيس وزراء لسنغافورة.
- 26 مارس:    دنخا الرابع خننيا بطريرك كنيسة المشرق الآشورية.
  -  توماس ترانسترومر شاعر وعالم نفس ومترجم سويدي حائز على جائزة نوبل في الأدب.
- أولغا شاهابن ممثل وكوميدي ومغني إندونيسي.

### أبريل
- 2 أبريل:  مانويل دي أوليفيرا مخرج برتغالي.
- 7 أبريل:  محمد بحر العلوم رجل دين وسياسي عراقي.
- 11 أبريل:  أحمد الصالح ممثل كويتي.
- 13 أبريل:  إدواردو غاليانو كاتب وروائي أورغواياني.
- 13 أبريل:  غونتر غراس روائي وشاعر ألماني حائز على جائزة نوبل في الأدب.
- 14 أبريل:  بيرسي سليدج مغني أمريكي.
- 16 أبريل:  سعود الورع إعلامي كويتي.
- 20 أبريل:  إبراهيم يسري ممثل مصري.
- 20 أبريل:  حسن الشاذلي، لاعب كرة قدم مصري والهداف التاريخي للدوري المصري.
- 21 أبريل:  عبد الرحمن الأبنودي، شاعر مصري يعدّ من أشهر شعراء العامية في مصر وملقب بالخال.
- 30 أبريل:  بن إي كينغ مغني أمريكي.

### مايو
- 2 مايو:   مايا بليستسكايا راقصة بالية وممثلة سوفيتية روسية.
- 9 مايو:  كنعان أورن سياسي ورئيس تركيا السابق.
- 14 مايو:  بي بي كينغ مغني أمريكي.
- 18 مايو:  هالدور أسغريمسون سياسي أيسلندي ورئيس وزارئها السابق.
- 19 مايو:  حسن مصطفى ممثل مصري.
- 23 مايو:  جون فوربس ناش رياضياتي أمريكي.
- 29 مايو:  دوريس هارت لاعبة مضرب أمريكية.

### يونيو
- 1 يونيو:  نيكولاس ليفربول سياسي دومينيكي.
- 2 يونيو:  إروين روز عالم أحياء أمريكي.
- 5 يونيو:  طارق عزيز سياسي عراقي شغل عدة مناصب في النظام السابق.
- 9 يونيو:  جيمس لاست موسيقار ألماني.
- 11 يونيو:  كرستوفر لي ممثل إنجليزي بريطاني.
- 12 يونيو:  ألان نادو، كاتب وروائي فرنسي.
- 14 يونيو:  زيتو لاعب كرة قدم برازيلي.
- 21 يونيو:  فيو ميري كاتب وروائي فنلندي.
- 22 يونيو:  جيمس هورنر ملحن أمريكي.
- 22 يونيو:  لورا انطونيلي ممثلة إيطالية.
- 23 يونيو:  ماجلي نويل ممثلة ومغنية فرنسية.
- 23 يونيو:  ديك فان باتن ممثل ورجل أعمال أمريكي.
- 26 يونيو:   محمد بن نبهان المصري عالم في علم قراءة القران.
- 26 يونيو:  يفكيني بريماكوف سياسي روسي ورئيس وزارئها الأسبق.
- 26 يونيو:  عبد الحميد الرفاعي ممثل كويتي.
- 29 يونيو:  هشام بركات النائب العام المصري في حادث اغتيال.
- 29 يونيو:  يوسيف ماسوبست لاعب كرة قدم تشيكي.
- 30 يونيو:  محمد الرشود منتج وكاتب مسرحي كويتي.

### يوليو
- 1 يوليو:  نيكولاس وينتون ناشط إنساني بريطاني في الحرب العالمية الثانية.
- 4 يوليو:  محمد باقر المهري رجل دين شيعي كويتي.
- 8 يوليو:  عبد الرحمن الخريجي ممثل سعودي.
- 9 يوليو:  سعود بن فيصل بن عبد العزيز آل سعود وزير الدولة و عضو مجلس الوزراء المستشار والمبعوث الخاص لخادم الحرمين الشريفين المشرف على الشؤون الخارجية الأسبق.
- 10 يوليو:  سامي العدل ممثل مصري.
- 10 يوليو:  عمر الشريف ممثل مصري.
- 11 يوليو:  ساتورو إواتا رجل أعمال ومصمم ألعاب فيديو ياباني.
- 24 يوليو:  رأفت الميهي مخرج وكاتب سينمائي مصري.
- 27 يوليو:  أبو بكر زين العابدين عبد الكلام سياسي وفيزيائي هندي.
- 31 يوليو:  رودي بايبر مصارع محترف كندي.

### أغسطس
- 1 أغسطس:  سيلا بلاك مغنية ومذيعة وممثلة إنجليزية بريطانية.
- 5 أغسطس:  ميرنا المهندس ممثلة مصرية.
- 7 أغسطس:  سعود الدوسري مذيع واعلامي سعودي.
- 7 أغسطس:  نايف المعاني مذيع واعلامي أردني.
- 7 أغسطس:  عيسى أبو العز مذيع واعلامي فلسطيني.
- 7 أغسطس:  مانويل كونتريراس قائد عسكري تشيلي.
- 11 أغسطس:  نور الشريف ممثل مصري.
- 12 أغسطس:  علي حسنين ممثل مصري.
- 5 أغسطس:  يآركو هينتيكا فيلسوف فنلندي.
- 13 أغسطس:  وطبان إبراهيم التكريتي سياسي عراقي وأخ غير شقيق لصدام حسين.
- 17 أغسطس:  إيفون كريغ ممثلة أمريكية.
- 18 أغسطس:  خالد الأسعد عالم آثار سوري.
- 20 أغسطس:  موزة سلطان الكعبي أول طبيبة جراحة إماراتية إماراتية.
- 22 أغسطس:  مريم منت الحسان مغنية صحروابية مغربية.
- 28 أغسطس:  هاني مطاوع مخرج مصري.
- 29 أغسطس:  واين داير كاتب أمريكي.
- 30 أغسطس:  ويس كرافن مخرج وكاتب سيناريو وممثل أمريكي.
- 5 أغسطس:  أوليفر ساكس طبيب أعصاب بريطاني.

### سبتمبر
- 2 سبتمبر:  بوجمعة العنقيس مغني وموسيقي جزائري.
- 3 سبتمبر:  شاندرا بهادور دانغي قزم نيبالي، كان يعتبر أقصر رجل في العالم.
- 5 سبتمبر:  سيتسوكو هارا ممثلة يابانية.
- 10 سبتمبر:   إيهاب حسن منظر أدبي مصري أمريكي.
- 10 سبتمبر:  بدر القناعي طيار وصحفي.
- 5 سبتمبر:  أنطوان لحد سياسي وقائد عسكري لبناني.
- 13 سبتمبر:  موسى مالون لاعب كرة سلة أمريكي.
- 17 سبتمبر:  ديتمار كرامر لاعب كرة قدم ألماني.
- 19 سبتمبر:  راشد بن محمد آل مكتوم ولي عهد إمارة دبي الإماراتية والابن الأكبر للأمير محمد بن راشد آل مكتوم.
- 19 سبتمبر:   جاكي كولينز روائية بريطانية أمريكية.
- 22 سبتمبر:  علي سالم كاتب مسرحي مصري.
- 28 سبتمبر:
  -  إغناسيو زوكو لاعب كرة قدم إسباني.
  -  حسن فتح الباب، شاعر وناقد أدبي مصري.
- 29 سبتمبر:  نواف بن عبد العزيز آل سعود أمير سعودي.

### أكتوبر
- 1 أكتوبر:  هادي نوروزي لاعب كرة قدم إيراني.
- 2 أكتوبر:  إريك أرتور ديلفايي سياسي ورئيس بنمي سابق.
- 5 أكتوبر:  هينينغ مانكل روائي سويدي.
- 6 أكتوبر:  أرباد كونز سياسي مجري ورئيس سابق لها.
- 10 أكتوبر:  ريتشارد هيك كيميائي أمريكي.
- 10 أكتوبر:  إلياس سكافسياسي لبناني.
- 10 أكتوبر:  محمود السهيلي رسام تونسي.
- 14 أكتوبر:  نورلان بالجيمباييف سياسي كازاخستاني.
- 19 أكتوبر:
  -  ماثيو كيريكو سياسي بنيني.
  -  جمال الغيطاني روائي وصحفي مصري.
  -  علي التريكي سياسي ودبلوماسي ليبي.
  -  عامر سبيعي ممثل سوري.
- 21 أكتوبر:  رندة مرعشلي ممثلة سورية.

### نوفمبر
- 1 نوفمبر:  غونتر شابوفسكي سياسي ألماني.
- 1 نوفمبر:  فريد تومبسون سياسي وممثل أمريكي.
- 1 نوفمبر:  عمر الحريري سياسي ليبي.
- 3 نوفمبر:  أحمد الجلبي سياسي عراقي.
- 3 نوفمبر:  تشاسواخ كيشتاك سياسي بولندي.
- 7 نوفمبر:  إسحاق نافون سياسي إسرائيلي.
- 8 نوفمبر:  عبد الرزاق عبد الواحد شاعر عراقي.
- 8 نوفمبر:  عبد الكريم الإرياني سياسي يمني.
- 10 نوفمبر:   كلاوس روث رياضياتي ألماني بريطاني.
- 10 نوفمبر:  هيلموت شميت سياسي ألماني.
- 12 نوفمبر:  نائلة فاران طبيبة سعودية.
- 12 نوفمبر:  مارتون فولوب لاعب كرة قدم مجري.
- 10 نوفمبر:   جون الجهادي عضو في تنظيم الدولة الإسلامية (داعش).
- 15 نوفمبر:  سعيد طرابيك ممثل مصري.
- 18 نوفمبر:  جونا لومو لاعب ركبي نيوزلندي.
- 18 نوفمبر:  مال ويتفيلد عداء أمريكي.
- 19 نوفمبر:  مديحة سالم ممثلة مصرية.
- 22 نوفمبر:  كم يونغ سام سياسي كوري جنوبي ورئيس سابق لها.
- 23 نوفمبر:  دوغلاس نورث اقتصادي أمريكي.
- 23 نوفمبر:  طاهر ألجي سياسي تركي.
- 30 نوفمبر:  فاطمة مرنيسي كاتبة نسوية وعالمة اجتماع مغربية.
- 30 نوفمبر:  شيغيرو ميزوكي رسام مانغا ياباني.
- 30 نوفمبر:  إلدار ريازانوف مخرج وممثل وكاتب سيناريو روسي.

### ديسمبر
- 1 ديسمبر:  إدوار خراط روائي مصري.
- 2 ديسمبر:  مطاوع عويس ممثل مصري.
- 3 ديسمبر:  سكوت وايلاند مغني أمريكي.
- 4 ديسمبر:  روبرت لوجيا ممثل أمريكي.
- 6 ديسمبر:  جعفر محمد سعد سياسي يمني.
- 8 ديسمبر:  ميرفت سعيد، ممثلة مصرية.
- 9 ديسمبر:  سوشانا أفروييم، رسامة نمساوية.
- 10 ديسمبر:  أرنولد بيرالتا لاعب كرة قدم هندوراسي.
- 13 ديسمبر:  بنديكت أندرسون عالم سياسة أمريكي.
- 15 ديسمبر:  لوتشيو جيلي ممول إيطالي وزعيم ماسوني.
- 16 ديسمبر:  زليخة نصري سياسية مغربية.
- 19 ديسمبر:  كورت ماسور موسيقار ألماني.
- 21 ديسمبر:  سمير القنطار قيادي لبناني في حزب الله.
- 22 ديسمبر:  نبيل الفضل سياسي نائب برلمان كويتي.
- 23 ديسمبر:  ألفريد جيلمان عالم صيدلة وكيمياء حيوية أمريكي.
- 23 ديسمبر:  دون هو لاعب كرة قدم إنجليزي.
- 23 ديسمبر:  بولنت اولوسو سياسي تركي ورئيس وزراء سابق.
- 23 ديسمبر:  حسين آيت أحمد سياسي جزائري.
- 25 ديسمبر:  زهران علوش سياسي سوري وقيادي في المعارضة السورية المسلحة.
- 25 ديسمبر:  غورو جوش دي جاي موسيقي جيرزي بريطاني.
- 25 ديسمبر:  علي عيد سياسي لبناني.
- 28 ديسمبر:  ليمي مغني وعازف غيتار بريطاني.

## جوائز نوبل
- في الكيمياء:  بول مودريتش،   عزيز سانجار،  توماس ليندال
- في العلوم الاقتصادية:  أنغوس ديتون
- في الأدب:  سفيتلانا أليكسييفيتش
- في السلام:  الحوار الوطني التونسي
- في الفيزياء:  تاكاكي كاجيتا،  آرثر ماكدونالد

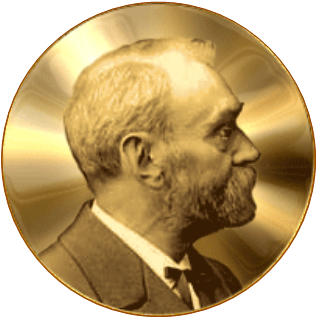
ميدالية نوبل

- في الطب وعلوم وظائف الأعضاء:   وليام كامبل،  ساتوشي أومورا،  تو يويو

## تواريخ غير محددة
- العالم:
  - مؤتمر عالمي للأمم المتحدة يسبق «مؤتمر الخطوة العالمي» الذي سينعقد في 2020. هذا المؤتمر هو إستخلاص لنصف المدة المطروحة في «الخطة الإستراتيجية 2011-2020 حول التنوع البيولوجي» الذي تقرر أثناء مؤتمر ناغويا الدولي حول التنوع البيولوجي الذي يأتي في إطار اتفاقية التنوع البيولوجي التي تهدف أن يكون هناك حفاظ مستدام لجميع أشكال التنوع البيولوجي في سنة 2050. هذا المؤتمر لم يحدد مكانه ووقته بعد.
  - إنشاء سوق عبر الأطلسي.
- أوروبا:
  - فرنسا: انتهاء أعمال التجريف حول جبل القديس ميشيل ليصبح جزيرة.
  - فرنسا/إيطاليا: افتتاح خط ليون-تورينو عالي السرعة لسكك الحديد.
- أفريقيا:
  - المغرب: افتتاح أول خط عالي السرعة يربط طنجة ومراكش (وبعد ذلك أڭادير).